# Nodalla (Nodalla) vartianella
Nodalla (Nodalla) vartianella is een insect uit de familie Berothidae, die tot de orde netvleugeligen (Neuroptera) behoort. De soort komt voor in Afghanistan.